# Constituição da Transnístria

Brasão de Armas da República Moldava Peridniestriana (RMP)

A atual Constituição da Transnístria foi aprovada por referendo nacional em 24 de dezembro de 1995 e transformada em lei pelo Presidente da Transnístria em 17 de janeiro de 1996. Como parte do movimento do território em direção a reformas baseadas no mercado, foi modificada em 30 de junho de 2000.
A constituição prevê uma separação de poderes entre os ramos judiciário, legislativo e executivo. Ele nomeia russo, ucraniano e moldavo como as três línguas oficiais da república, concede liberdade religiosa e concede a cada cidadão liberdade de expressão e direito à propriedade. Além disso, estabelece a Transnístria (também conhecida como República Moldava Peridniestriana) como um país soberano independente com uma democracia multipartidária e uma economia de mercado.
Em 2009, o presidente Igor Smirnov nomeou uma comissão constitucional, que propôs algumas mudanças constitucionais controversas. O propósito declarado da nova constituição é harmonizar a legislação da Transnístria com a de seu principal Estado fiador, a Rússia.[carece de fontes?] Entre as mudanças propostas está a introdução de uma legislatura bicameral (da qual a câmara baixa é eleita e a câmara alta nomeada) e a abolição das eleições para as administrações rurais. Um rascunho oficial foi publicado em 11 de setembro de 2009. Smirnov enviou o rascunho ao parlamento em 23 de outubro. Um referendo foi planejado para 24 de janeiro de 2010, mas a proposta falhou no parlamento em 18 de novembro. O projeto deve agora ser alterado mais uma vez. 
Em junho de 2011, o parlamento adotou e, em julho, o presidente assinou as novas emendas, abolindo o cargo de vice-presidente da República Moldava Peridniestriana (RMP), introduzindo o cargo de primeiro-ministro e tal órgão como o Governo da RMP.